# Liste der Kulturdenkmäler in Haiger
Die folgende Liste enthält die in der Denkmaltopographie ausgewiesenen Kulturdenkmäler auf dem Gebiet  der  Stadt Haiger, Lahn-Dill-Kreis, Hessen.
Hinweis: Die Reihenfolge der Denkmäler in dieser Liste orientiert sich zunächst an Stadtteilen und anschließend der Anschrift, alternativ ist sie auch nach der Bezeichnung, der vom Landesamt für Denkmalpflege vergebenen Nummer oder der Bauzeit sortierbar.
Kulturdenkmäler werden fortlaufend im Denkmalverzeichnis des Landes Hessen durch das Landesamt für Denkmalpflege Hessen auf Basis des Hessischen Denkmalschutzgesetzes (HDSchG) geführt. Die Schutzwürdigkeit eines Kulturdenkmals hängt nicht von der Eintragung in das Denkmalverzeichnis des Landes Hessen oder der Veröffentlichung in der Denkmaltopographie ab.

## Kulturdenkmäler nach Ortsteilen

### Allendorf
| Bild            | Bezeichnung         | Lage                                                                          | Beschreibung | Bauzeit              | Objekt-Nr. |
| --------------- | ------------------- | ----------------------------------------------------------------------------- | --- | -------------------- | ---------- |
| Fachwerkbau     | Fachwerkbau         | Backhausberg 14, Mittelstraße 28/30 LageFlur: 19, Flurstück: 116, 117 und 118 | Langgestreckter Fachwerkbau der zweiten Hälfte des 18. Jh., in der Fachwerkfiguration dem Bau Mittelstraße 19 vergleichbar. Der Bau vereinigt zwei Wohneinheiten, was im ländlichen Bereich eine typologische Besonderheit darstellt. | Ende 18. Jahrhundert | 132846 DDB |
| Fachwerkbau     | Fachwerkbau         | Mittelstraße 5 LageFlur: 18, Flurstück: 29/2                                  | Giebelständiger verkleideter Fachwerkbau in den Proportionen des 18. Jh. Ein weitgehend ungestörtes Fachwerkgefüge der Entstehungszeit ist zu erwarten. | 1800                 | 132844 DDB |
| Bild gesucht BW | Hofzeile            | Mittelstraße 6, 8 LageFlur: 18, Flurstück: 38, 39                             | |                      | 963631 DDB |
| Hofanlage       | Hofanlage           | Mittelstraße 19 LageFlur: 19, Flurstück: 8                                    | Zweigeschossige langgestreckte Hofanlage aus der zweiten Hälfte des 18. Jh. Das an der Traufseite sichtbare Fachwerk zeigt durchgehende Ständer, im Obergeschoss durch Mannformen ausgesteift. Schwelle und Rähm liegen unmittelbar auf; die Schnitzereien hier täuschen einen Rähmbau vor mit Balkenköpfen und Füllhölzern als Tau. Die verkleidete Giebelseite vermutlich mit vergleichbarem Fachwerk. | Ende 18. Jahrhundert | 132845 DDB |
| weitere Bilder  | Evangelische Kirche | Rathausplatz 1 LageFlur: 18, Flurstück: 81/3                                  | In Bruchstein vermutlich nach einem Entwurf von F. M. Terlinden errichteter barocker Saalbau mit Mansarddach und schönem Haubendachreiter mit Laterne. Auf der Haube gusseiserne Wetterfahne, die mit 1749 bezeichnet ist. Nach Westen schließt sich eine Erweiterung an. Südlich der Kirche wurde eine Gedenkstätte für die Allendorfer Kriegsopfer errichtet. Im Inneren Kanzel mit Schalldeckel, dreiseitige Emporen auf Holzsäulen und Gestühl einheitlich aus der Zeit um 1749. Die Kirche ist Kulturdenkmal aufgrund ihrer geschichtlichen, künstlerischen und städtebaulichen Bedeutung. Letztere vor allem aufgrund ihrer Fernwirkung ins Haigerbachtal. | 1749                 | 132847 DDB |
| Rathaus         | Rathaus             | Rathausplatz 3b LageFlur: 18, Flurstück: 77                                   | Stattlicher zweigeschossiger Fachwerkbau mit profilierten Geschossversätzen. Das Erdgeschoss durch hohe Fußstreben ausgesteift, das Obergeschoss durch Mannformen. Der Bau ist Kulturdenkmal aufgrund seiner ortsgeschichtlichen Bedeutung als Rathaus und aufgrund seiner baugeschichtlichen Bedeutung als nahezu ungestörter Fachwerkbau noch des 17. Jh. | Ende 17. Jahrhundert | 132848 DDB |
| Bild gesucht BW | Einhof              | Rathausplatz 7 LageFlur: 18, Flurstück: 57                                    | | 18. Jahrhundert      | 963092 DDB |
| Bild gesucht BW | Einhof              | Schneidstraße 11 LageFlur: 19, Flurstück: 93                                  | | 18. Jahrhundert      | 963630 DDB |
| Fachwerkeinhaus | Fachwerkeinhaus     | Siegener Straße 2 LageFlur: 10, Flurstück: 12/1                               | Südlich des Ortskerns im Haigerbachtal ein in Fachwerk errichtetes Einhaus des letzten Viertels des 19. Jh. Es belegt die lange Kontinuität eines regionalen Hoftyps und ist deshalb von geschichtlicher Bedeutung. Städtebaulich kommt dem Bau gegenüber der Einmündung der zum Ortskern führenden Wachenbergstraße in die durch das Haigerbachtal führende Bundesstraße eine Merkzeichenfunktion zu. | 1850 bis 1900        | 132843 DDB |
| Schneidmühle    | Schneidmühle        | Wachenbergstraße 2a, 2b LageFlur: 9, Flurstück: 141, 142                      | Die alte Schneidemühle des Ortes mit Wohnhaus. Im Kern auf das späte 18. Jh. zurückgehend, ist der bestehende Bau in der zweiten Hälfte des 19. Jh. entstanden. Die mechanische Ausstattung ist noch erhalten. Schneidemühle und das etwas ältere Wohnhaus sind Kulturdenkmale aufgrund ihrer geschichtlichen Bedeutung. | Ende 18. Jahrhundert | 132849 DDB |
| Bild gesucht BW | Hofanlage           | Wachenbergstraße 5 LageFlur: 15, Flurstück: 57                                | | 1876                 | 963627 DDB |
| Bild gesucht BW | Hofanlage           | Wachenbergstraße 11a LageFlur: 18, Flurstück: 109/1, 109/2                    | |                      | 963628 DDB |
| Hofanlage       | Hofanlage           | Wachenbergstraße 39 LageFlur: 18, Flurstück: 134                              | Stattliche Hofanlage des 18. Jh. über hakenförmigem Grundriss, Wohnteil und Scheune im länglichen Bauteil, der kürzere Querbau mit Stall und darüberliegende Heubergeraum. Neben der Hofform bedeutsam die Gestaltung des Fachwerks mit schlanken gedrehten Säulen in den Eckständern und Zierformen (Feuerbock) in den Gefachen. | 1800                 | 132850 DDB |
| Fachwerkbau     | Fachwerkbau         | Wachenbergstraße 41 LageFlur: 18, Flurstück: 135/2                            | Gasthof ..Zum Stern", stattlicher Fachwerkbau aus der zweiten Hälfte des 18. Jh. Balkenköpfe und Eckpfosten sind mit geschnitzten Rocaillen geschmückt, das Giebeldreieck mit diagonalen Streben und Feuerböcken als Zierform. Im Inneren wertvolle Treppe der Entstehungszeit. | Ende 18. Jahrhundert | 132851 DDB |

### Dillbrecht
| Bild                       | Bezeichnung              | Lage | Beschreibung | Bauzeit              | Objekt-Nr. |
| -------------------------- | ------------------------ | --- | --- | -------------------- | ---------- |
| weitere Bilder             | Bahnhof                  | Bahnhof Dillbrecht 1 LageFlur: 6, Flurstück: 5/14 | Neobarocker Typenbau im Heimatstil (wie Bf Rodenbach) von 1915 vermutlich nach Entwurf Alois Holtmeyers westlich der Strecke; Giebelrisalit aus Sichtfachwerk, nach Süden Rest des ehemaligen Güterschuppens aus Fachwerk. | 1915                 | 161977 DDB |
| weitere Bilder             | Bachdurchlass            | Dill LageFlur: 3, Flurstück: 38/2 | Tonnengewölbter Durchlass aus Naturstein von 1915 für die Dill im Dammfuß. | 1915                 | 161980 DDB |
| Rudersdorfer Tunnel        | Rudersdorfer Tunnel      | Eisenbahn LageFlur: 4, Flurstück: 14 | Hufeisenförmiger Durchstich (Länge 2652 m) durch die Tiefenrother Höhe (551 m), über deren Gipfel die Landesgrenze nach Nordrhein-Westfalen verläuft. Südlicher Tunnelmund als Giebelfront in Naturstein mit Pilastern und Datierung „1915“. | 1915                 | 161979 DDB |
| Bild gesucht BW            | Sachgesamtheit Eisenbahn | Eisenbahn, Trosselbach, Krinzel, Ewersbacher Straße (L 3442), Ewersbacher Straße, Dill LageFlur: 3, 4, Flurstück: 11, 38/2, 43/2–4, 44, 55, 57, 14, 80/1 | | 1915                 | 953294 DDB |
| Eisenbahnbrücke Dillbrecht | Eisenbahnbrücke          | Eisenbahn, Krinzel, Ewersbacher Straße (L 3442), Ewersbacher Straße LageFlur: 3, Flurstück: 43/2, 43/3, 43/4, 44, 55, 57                                 | Natursteinbrücke aus drei Bögen von 1915 über die Straße nach Dillbrecht; Pfeiler mit Pilastern (Oberbau in Beton ersetzt). | 1915                 | 161978 DDB |
| Laufbrunnen                | Laufbrunnen              | In der Ecke o. Nr. LageFlur: 1, Flurstück: 14 | Für die Orte des Dillgebiets typischer gusseiserner Laufbrunnen aus der zweiten Hälfte des 19. Jh. der neben seiner geschichtlichen Bedeutung als regionales Industrieprodukt und als wichtiger Bestandteil der Wasserversorgung städtebaulich in unmittelbarer Nachbarschaft zur evangelischen Kirche reizvoll gelegen ist. | Ende 19. Jahrhundert | 132853 DDB |
| weitere Bilder             | Evangelische Kirche      | Schwarzbachstraße 44 LageFlur: 1, Flurstück: 20 | Kleiner verschieferter Fachwerkbau mit abgewalmtem Satteldach und Haubendachreiter in der Mitte des Dachfirstes. Der Bau ersetzte 1743 eine ältere, 1741 bei einem Brand zerstörte Kapelle. Im Inneren einheitliche Ausstattung der Entstehungszeit; die Ausmalung der Kirche (Emporenbrüstungen) ist in schriftlich datiert mit 1783 „durch den Maler Georg Ernst Justus Kayser von Grossgiadenbach aus dem Hessen Darmstadt“. | 1783                 | 132852 DDB |

### Fellerdilln
| Bild                                                       | Bezeichnung              | Lage                                                                                              | Beschreibung | Bauzeit              | Objekt-Nr. |
| ---------------------------------------------------------- | ------------------------ | ------------------------------------------------------------------------------------------------- | --- | -------------------- | ---------- |
| weitere Bilder                                             | Evangelische Kirche      | Brunnenstraße o. Nr. LageFlur: 9, Flurstück: 3/5                                                  | Im ersten Viertel des 19. Jh. errichteter Bau, der Kirche und Schulraum, später das Rathaus miteinander verband. Die Kirche im Erdgeschoss in Bruchstein errichtet, das darüberliegende Geschoss mit Schule bzw. Rathaus in verschiefertem Fachwerk. Über der Westfront ein hoher quadratischer Dachreiter mit pyramidenförmigem Helm. Im Innern unterstützen zwei freistehende Säulen die beiden Längsunterzüge. Die dreiseitigen Emporen ruhen auf vier Holzsäulen, wobei das westliche Säulenpaar auf der Empore weitergeführt wird und ebenfalls die Unterzüge unterstützt. Die Kanzel liegt erhöht über dem Altar vor der Ostwand, der Schalldeckel stammt noch aus dem 18. Jh. | 1820 bis 1830        | 132856 DDB |
| Bild gesucht BW                                            | Sachgesamtheit Eisenbahn | Eisenbahn, Bahnhof Dillbrecht 1 LageFlur: 3, 5, 6, Flurstück: 225, 45, 467/249, 16/11, 5/14, 5/15 | | 1915                 | 953297 DDB |
| Ein Fachwerkwohnhaus an der Ortsdurchfahrt von Fellerdilln | Fachwerkwohnhaus         | Haigerer Straße 11 LageFlur: 10, Flurstück: 23/2                                                  | Zweigeschossiges, traufständiges Fachwerkwohnhaus an der Ortsdurchfahrt von Fellerdilln mit verdoppelten klassischen Mannfiguren, Eckverstrebungen mit Gegensporen und reichen Schmuckmotiven in beiden Geschossen (Andreaskreuze mit Blumenschnitzereien unter den Fenstern im Obergeschoss, umlaufende Rahmenleisten aus gedrehten Stäben im Erdgeschoss). Die handwerklich vorbildliche, aufwendige und völlig ungestörte Fachwerkkonstruktion gehört in die erste Hälfte des 18. Jahrhunderts. | 1700 bis 1750        | 133269 DDB |
| Fachwerkbau                                                | Fachwerkbau              | Haigerer Straße 22 LageFlur: 9, Flurstück: 73/6                                                   | Zweigeschossiger, mit durchgehenden Pfosten aufgeschlagener Fachwerkbau gegenüber der Kirche in städtebaulich herausgehobener Lage. Besonders wertvoll die Inschrift im Torsturz des ursprünglich als Scheune genutzten Bauteils mit Nennung der Bauleute, des Zimmermeisters und Datierung 1779. | 1779                 | 132854 DDB |
| Schulbau                                                   | Schulbau                 | Haigerer Straße 33 LageFlur: 9, Flurstück: 3/13                                                   | Auf dem Kirchhof im letzten Jahrzehnt des 19. Jh. errichteter Schulbau. Ein schlichter zweigeschossiger Bau mit abgewalmtem Satteldach und einem schmalen Querbau, der den Zugang enthält und durch den Geschossversatz die Fassadengliederung belebt. Das Fachwerkobergeschoss mit seinen Zierstreben führt Elemente der örtlichen Bauweise fort. | Ende 19. Jahrhundert | 132855 DDB |
| Hofanlage                                                  | Hofanlage                | Rommelstraße 8/10 LageFlur: 10, Flurstück: 149, 150                                               | Langgestreckte Hofanlage, die an der westlichen Traufseite im Obergeschoss ein Fachwerkgefüge noch des 17. Jh. zeigt. Trotz massiver Ersetzungen ist der Charakter des Hofes in seiner Kubatur und seinen Proportionen insgesamt erhalten und noch ablesbar. | Ende 17. Jahrhundert | 132857 DDB |

### Flammersbach
| Bild                       | Bezeichnung     | Lage | Beschreibung | Bauzeit | Objekt-Nr. |
| -------------------------- | --------------- | --- | --- | ------- | ---------- |
| Der Flammersbacher Viadukt | Eisenbahnbrücke | Brückenstraße, Flammersbachstraße (K 42), Flammersbachstraße, Flammersbach, Eisenbahn LageFlur: 5, 6, Flurstück: 84/14, 84/15, 635/2, 635/3, 651/2, 651/8, 703, 707/1, 707/2, 708/1, 708/2, 709/1, 709/2, 710, 712 | Flammersbacher Viadukt, als Teil der Bahnstrecke Haiger–Breitscheid erbaut; Blick aus östlicherer Richtung gen Flammersbach | 1915    | 161981 DDB |

### Haigerseelbach
| Bild                                              | Bezeichnung                                       | Lage                                                           | Beschreibung | Bauzeit                | Objekt-Nr. |
| ------------------------------------------------- | ------------------------------------------------- | -------------------------------------------------------------- | --- | ---------------------- | ---------- |
| Alte Schule                                       | Alte Schule                                       | Beim Dalborn 2 LageFlur: 7, Flurstück: 15/22                   | Gut proportionierter Schulbau aus der Zeit um 1910. Für die Entstehungszeit charakteristisch sind das hohe steile Krüppelwalmdach, der Natursteinsockel und die Verschieferung des oberen Geschosses. | 1905 bis 1915          | 132859 DDB |
| Gesamtanlage Historischer Ortskern Haigerseelbach | Gesamtanlage Historischer Ortskern Haigerseelbach | Gesamtanlage Historischer Ortskern Lage                        | Der im 15. Jh. zuerst genannte Ort Haigerseelbach brannte 1769 bis auf wenige Gebäude am Ortsrand vollkommen ab. Die betroffenen Bürger kauften zunächst Häuser und Scheunen in Eigeninitiative auf Abbruch. Hauptmann v. Pfau fertigte in der Folge einen Wiederaufbauplan an, der vier parallele, dem Geländeverlauf entsprechend abgewinkelte Bauzeilen vorsah, wobei zwischen Wohn- und Scheunenzeilen getrennt wurde. Die Trennung zwischen Wohnhaus und Scheune ließ sich aber nicht durchsetzen. Allerdings war bei den dann errichteten Einhäusern der Stall nicht mehr vom Wohnhaus aus zugänglich, Wohn- und Scheunenteil vielmehr durch eine feuergeschützte Wand getrennt. Bei dem weiteren Wiederaufbau wurde keine Bauaufsicht durchgeführt, so dass eine genaue Realisierung aller Wiederaufbauvorschriften (Errichtung von Stroh-Lehmschindel-Dächern, steinernen Schornsteinen) nicht geprüft wurde. Im heutigen Bestand ist zu erkennen: das Einhaus als vorherrschender Typus, meist mit späteren Aufteilungen, die auf die fehlende Bauaufsicht zurückzuführende Uneinheitlichkeit der Fachwerkfigurationen und - als besondere Qualität - die dem Geländeverlauf folgenden abgewinkelten Gebäudezeilen. Die aufgrund ihrer geschichtlichen Bedeutung ausgewiesene Gesamtanlage umfasst diese Gebäudezeilen. Der Zustand der Gebäude entspricht weitgehend dem Ursprünglichen, so dass sich die dokumentarische Qualität nicht nur auf die Gesamtanlage des Ortes, sondern auch auf die Substanz der einzelnen Gebäude bezieht. |                        | 132858 DDB |
|                                                   |                                                   | Haigerseelbacher Straße 25/27 LageFlur: 8, Flurstück: 16/1, 17 | Am östlichen Ortsrand gelegenes, zweigeschossiges, traufständiges Fachwerkwohnhaus, das im Giebel noch Fachwerkteile des 17. Jh. aufweist. Sie überdauerten den Brand von 1769 und wurden während des Wiederaufbaus überformt. | 1700                   | 132860     |
|                                                   |                                                   | Haigerseelbacher Straße 41 LageFlur: 8, Flurstück: 38          | Teil einer traufständigen Baugruppe am südlichen Ortsrand. Der ebenfalls mit durchgehenden Ständern errichtete Bau aus der Zeit des Wiederaufbaus nach dem Brand 1769 zeichnet sich aus durch die reiche Gestaltung der Mannfiguren im Obergeschoss, das gedrehte Tau im Erdgeschoss, umlaufende Rahmung vom Eckpfosten über den Geschossbalken zum Bundpfosten sowie Reste einer Bauinschrift. Der so besonders hervorgehobene Bau ist Kulturdenkmal aufgrund seiner geschichtlichen Bedeutung. |                        | 132862 DDB |
|                                                   |                                                   | Haigerseelbacher Straße 42 LageFlur: 9, Flurstück: 57/1        | Einhausgehöft, das den Wiederaufbautypus nach dem Brand 1769 beispielhaft und weitgehend ungestört wiedergibt. Der Ständerbau ist im Erdgeschoss riegellos, durch hohe Fußstreben mit Gegenstreben ausgesteift. Es gibt, charakteristisch für die Umstände der Errichtung, keinerlei Schmuckformen. |                        | 132861 DDB |
|                                                   |                                                   | Im Gelmbach 7/8 LageFlur: 9, Flurstück: 86, 87                 | Langgestrecktes Gehöft, das einen Wohnteil mit zwei Wirtschaftsteilen vereinigt. Historisch besonders wertvoll die Inschrift im Rähmholz des Erdgeschosses, in der die Brandereignisse von 1769, der anschließende Wiederaufbau sowie die „Bauleute“ genannt werden. Der Bau besitzt somit besonderen Wert für die Überlieferung der Ortsgeschichte. | 1769                   | 132867     |
|                                                   |                                                   | Im Gelmbach 15 LageFlur: 9, Flurstück: 82/4                    | Vollkommen ungestörtes Einhaus aus der Zeit des Wiederaufbaus Haigerseelbachs nach dem Brand von 1769. Neben der geschichtlichen Bedeutung als Teil dieses planmäßigen Wiederaufbaus kommt dem Bau besondere Bedeutung durch die markante Lage am südwestlichen Ortsrand zu. |                        | 132868 DDB |
|                                                   |                                                   | Seelbachstraße 12 LageFlur: 9, Flurstück: 29/2                 | Unversehrt erhaltenes Einhaus aus der Zeit nach dem Brand 1769. Der mit durchgehenden Ständern errichtete Bau ist geschichtlich besonders wertvoll durch die in ihrer ursprünglichen Form erhaltenen Funktionstrennung zwischen Wohnteil, Stall und Scheune. |                        | 132863 DDB |
|                                                   |                                                   | Seelbachstraße 13a LageFlur: 9, Flurstück: 21                  | Freistehend errichtete Fachwerkscheune, im Putz datiert 1779/80. Als vollkommen ungestörter bäuerlicher Wirtschaftsbau und Teil des planmäßigen Wiederaufbaus Haigerseelbachs nach dem Brand von 1769 von geschichtlicher Bedeutung, durch Volumen und Gebäudestellung auch von besonderem städtebaulichem Wert. | 1779                   | 132866 DDB |
|                                                   |                                                   | Seelbachstraße 16 LageFlur: 9, Flurstück: 25                   | Im Unterschied zu den übrigen Einhausgehöften wurde hier nach dem Brand 1769 eine Hofanlage mit vom Wohnhaus getrennter Scheune errichtet. Das Fachwerk des Wohnhauses mit reichem Strebewerk im Giebel, die Knaggen sind mit geschnitzten Fächerrosetten geschmückt. Der Hof nimmt innerhalb des Wiederaufbaus des Dorfes eine singulare Stellung ein. | Ende 18. Jahrhundert   | 132864 DDB |
|                                                   |                                                   | Seelbachstraße 19 LageFlur: 9, Flurstück: 7                    | Am westlichen Ortsrand gelegenes Einhaus aus der Zeit nach dem Dorfbrand von 1769. Es begrenzt den historischen Ortskern. Ungewöhnlich ist die giebelseitige Erschließung mit einer sehr schönen Tür des 19. Jh., die vermutlich durch eine spätere Gebäudeteilung zu erklären ist. |                        | 132865 DDB |
| Seelbacher Mühle                                  | Seelbacher Mühle                                  | Wickelsmühle 1 LageFlur: 4, Flurstück: 232                     | Östlich des Ortskerns im Seelbachtal die Seelbacher Mühle. Das erhaltene Wohngebäude mit Scheune stammt aus dem frühen 19. Jh. Es ist als erhaltener Rest eines bedeutenden bäuerlichen Funktionsbaus von geschichtlicher Bedeutung. | Anfang 19. Jahrhundert | 132869 DDB |

### Langenaubach
| Bild                                                                                 | Bezeichnung                                     | Lage                                                                                            | Beschreibung | Bauzeit              | Objekt-Nr. |
| ------------------------------------------------------------------------------------ | ----------------------------------------------- | ----------------------------------------------------------------------------------------------- | --- | -------------------- | ---------- |
| Aubachbrücke                                                                         | Aubachbrücke                                    | Der Aubach, Eisenbahn, Auf der Herrnwiese LageFlur: 14, 17, Flurstück: 20/4, 382/6, 382/9, 19/3 | Als Teil der Bahnstrecke Haiger–Breitscheid erbaut. Blick in südliche Richtung. Natursteinbrücke aus drei Bögen von 1915, deren Außenpfeiler der Bachböschung entwachsen. | 1915                 | 161982 DDB |
| Rabenscheider Tunnel                                                                 | Rabenscheider Tunnel                            | Eisenbahn LageFlur: 17, Flurstück: 19/4                                                         | Im Querschnitt eiförmige, geradlinige Tunnelröhre von 1935–39 zwischen den Tälern von Au- und Medebach (Länge 1114 m); formal identische Stirnseiten als übergiebelte Backsteinfassaden ausgebildet. | 1935                 | 161983 DDB |
| Gesamtanlage Historischer Ortskern Langenaubach                                      | Gesamtanlage Historischer Ortskern Langenaubach | Gesamtanlage Historischer Ortskern Lage                                                         | Das südlich von Haiger gelegene Langenaubach, 1347 erstmals als Ubach genannt, wurde 1813 durch einen Brand zerstört. Nur die Kirche und wenige Einzelbauten überdauerten. Der Brand fiel in die Zeit, als Langenaubach als Teil des „Departement Sieg“ zum Großherzogtum Berg gehörte. Der Wiederaufbau erfolgte nach einem Plan des Dillenburger Baudirektors Schrumpf. Der auf die damalige Planung zurückgehende Ortsgrundriss wird geprägt von der geradlinig durch das Aubachtal verlaufenden Langenaubacher Straße. Ihr folgt ein paralleler Straßenzug, der bei der den Brand überdauernden, an der Hauptstraße gelegenen Kirche die Seite wechselt, bedingt durch die Lage des Aubaches. Es entstand auf diese Weise eine Ortsmitte, die durch einen herausgehobenen Bau und die Gestaltung des Ortsgrundrisses bestimmt war. Darin drückt sich ein routiniertes Umgehen der Planenden mit der Anpassung der schematischen Ordnungsvorstellungen an die örtlichen Gegebenheiten aus. Der Gebäudetyp des Wiederaufbaus war das riegellose Fachwerkeinhaus. Die Bauten sind in der Langenaubacher, Schultheiß- und Bachstraße traufständig, an den kurzen Querstraßen entstehen Staffelungen giebelständiger Gebäude. Der Charakter des Wiederaufbaus wird besonders deutlich in der Schultheißstraße (traufständige Gebäudegruppen) und in der Läbachstraße (giebelständige Gebäudestaffelung im ansteigenden Gelände). Die beiden Straßen bilden zusammen mit der Langenaubacher Straße und Bachstraße die aufgrund ihrer geschichtlichen Bedeutung als einheitliche Ortsplanung des frühen 19. Jhs. ausgewiesene Gesamtanlage Langenaubach. Besonders wertvoller Bestandteil des erhaltenswerten Ortsbildes sind die gusseisernen Laufbrunnen in der Schultheißstraße, Langenaubacher Straße und Querstraße. Von Bedeutung ist auch der offene Lauf des Aubaches, der die südöstliche Ortsgrenze und damit auch die der Gesamtanlage markiert. |                      | 132870 DDB |
| weitere Bilder                                                                       | Ehemalige Evangelische Kirche                   | Kirchgasse o. Nr. LageFlur: 7, Flurstück: 410/113                                               | Als Ausstellungsraum dienender kleiner rechteckiger, in Bruchstein errichteter und verputzter Saalbau mit Mansarddach und Haubendachreiter. Der Schlussstein des auf der südlichen Längsseite gelegenen Portals enthält die Datierung 1749. Der Bau ist zusammen mit Schule, Brunnen und Rathaus städtebaulich wichtiger Bestandteil der Ortsmitte; geschichtlich ist er bedeutsam als einer der wenigen Bauten, die den Dorfbrand 1813 überdauerten. | 1749                 | 132872 DDB |
| Altes Wohnhaus                                                                       | Altes Wohnhaus                                  | Kirnstraße 2/4 LageFlur: 7, Flurstück: 12/2 und 13/2                                            | Am nordöstlichen Rand des Ortskerns gelegener Fachwerkbau noch des 17. Jh. Der Bau verfügt über ein weitgehend intaktes konstruktives Gefüge mit einem profilierten Geschossversatz; in den Brüstungsgefachen sind teilweise geschwungene, mit Nasen besetzte Zierstreben erhalten. Der Bau ist geschichtlich besonders bedeutsam als den Bauten zugehörig, die den Dorfbrand 1813 überdauerten. | Ende 17. Jahrhundert | 132873 DDB |
| Die alte Schule in Langenaubach, später Postgebäude                                  | Alte Schule                                     | Läbachstraße 1 LageFlur: 7, Flurstück: 114/1                                                    | Schulgebäude von 1911, das in unmittelbarer Nachbarschaft zur Kirche die Ortsmitte mitgestaltet. Der großvolumige Bau mit Walmdach weist mit einem gequaderten Bruchsteinsockel, der Geschossdifferenzierung mit Putz und ursprünglich Verschieferung und einem breiten Quergiebel zur Läbachstraße eine anspruchsvolle Gliederung auf. | 1911                 | 132874 DDB |
| Altes Wohnhaus                                                                       | Altes Wohnhaus                                  | Läbachstraße 5 LageFlur: 7, Flurstück: 108/2                                                    | Giebelständiges Einhaus, Bestandteil des regelmäßigen Bebauungsplanes von 1813. Die Scheune ist datiert 1801 mit Nennung der Bauleute. Der Wohnteil enthält Fachwerkteile des 18. Jh., so dass der Hof nach dem Brand von 1813 aus in ihrer Herkunft unterschiedlichen Teilen zusammengefügt wurde. Im Erdgeschoss-Rähm des Wohnteils ein volkskundlich interessanter Schutzspruch. | 1813                 | 132875 DDB |
| Backes in der Dorfmitte in Langenaubach                                              | Backhaus                                        | Langenaubacher Straße o. Nr. LageFlur: 7, Flurstück: 302/6                                      | Am Aubach gelegenes Backhaus in unmittelbarer Nachbarschaft zum ehemaligen Rathaus der Gemeinde. Der in Haustein errichtete Bau stammt aus der Mitte des 19. Jh. (vgl. Im Ölsbach). | 1825 bis 1875        | 133241 DDB |
| Der langenaubacher Dorfbrunnen in der Dorfmitte                                      | Laufbrunnen                                     | Langenaubacher Straße o. Nr. LageFlur: 7, Flurstück: 302/5                                      | Vor der evangelischen Kirche und in Blickbeziehung zum ehemaligen Rathaus städtebaulich bedeutsam gelegener gusseiserner Laufbrunnen aus dem letzten Viertel des 19. Jh. Der Brunnen hebt sich durch Größe und Gestaltung unter den vergleichbaren Brunnen des Ortes in der Schultheißstraße und der Läbachstraße hervor. | 1850 bis 1900        | 132878 DDB |
| Mühle                                                                                | Mühle                                           | Langenaubacher Straße 41 LageFlur: 7, Flurstück: 39                                             | Nordöstlich des Ortskerns, auf der rechten Seite des Aubachs gelegene Mühle. Fachwerkbau des frühen 18. Jh. mit jüngerer Erweiterung. Im Rahm des Erdgeschosses Inschrift mit Datierung: „DIE EDLE FRUCHT DER ERDEN MUS HIER GEMAHLEN WERDEN - ZSMCE - JOHANN JOST HASS MARIA CATTARINA EHELEUT DEN 7. JUNY 1726“. | 1726                 | 132876 DDB |
| Das Langenaubacher Rathaus, ehemaliger Sitz der Verwaltung der Gemeinde Langenaubach | Altes Rathaus                                   | Langenaubacher Straße 51 LageFlur: 7, Flurstück: 302/10                                         | Traufständiges Fachwerkeinhaus aus der Zeit nach dem Dorfbrand 1813. Es ist geschichtlich bedeutsam als ehemaliges Rathaus der Gemeinde, städtebaulich als milieuprägender Baukörper an der Hauptstraße des Ortes und in maßstabbildender Funktion zum barocken Kirchenbau von 1749. |                      | 132877 DDB |
| Backhaus                                                                             | Backhaus                                        | Steiler Weg LageFlur: 8, Flurstück: 289/7                                                       | Nordöstlich des Ortskerns, auf der rechten Seite des Aubaches gelegen, in Haustein errichtetes Backhaus aus der Mitte des 19. Jh. Der schmale, an der Gabelung Steiler Weg/Ölsbach gelegene Bau mit steilem Satteldach ist geschichtlich bedeutsam als Funktionsbau bäuerlichen Arbeitens und deshalb Kulturdenkmal. | 1825 bis 1875        | 132871 DDB |

### Niederroßbach
| Bild                                                  | Bezeichnung                   | Lage                                               | Beschreibung | Bauzeit                | Objekt-Nr. |
| ----------------------------------------------------- | ----------------------------- | -------------------------------------------------- | --- | ---------------------- | ---------- |
| Fachwerkscheune                                       | Fachwerkscheune               | Dillenburger Straße 12 LageFlur: 1, Flurstück: 127 | Scheunenteil eines ehemaligen Einhauses. Geschichtlich bedeutsam ist neben den erhaltenen Teilen des Fachwerkgefüges die zweizeilige Inschrift, die der Gruppe der Schutzsprüche zuzuordnen ist. Sie enthält ferner die Nennung der Bauleute, des Zimmermeisters und die Datierung 1774. Der Bau ist somit von besonderer Bedeutung für die Überlieferung der Ortsgeschichte. | 1774                   | 132879 DDB |
| Erdkeller                                             | Erdkeller                     | Grundstraße o. Nr. LageFlur: 4, Flurstück: 548     | Am östlichen Ortsrand gelegene Erdkelleranlage, die geschichtlich bedeutsam ist als Dokument der bäuerlichen Wirtschaftsformen und in ihrer äußeren Erscheinung als Stützmauer städtebaulich bedeutsam ist als Leitwand zu dem von Schule und Kirche gebildeten Ortsmittelpunkt. |                        | 132884 DDB |
| Fachwerkeinhaus                                       | Fachwerkeinhaus               | Grundstraße 33/35 LageFlur: 2, Flurstück: 109, 110 | Fachwerkeinhaus des späten 18. Jh., das durch einen jüngeren Anbau zu einer winkelförmigen Hofanlage ergänzt wurde. Die funktionale Aufteilung des mit durchgehenden Ständern errichteten Einhauses zwischen den Elementen Wohnteil und Scheune ist jedoch noch nachvollziehbar, so dass dem Bau geschichtliche Bedeutung als Dokument einer regionalen Hofform zukommt. | Ende 18. Jahrhundert   | 132880 DDB |
| weitere Bilder                                        | Evangelische Kirche           | Grundstraße 36 LageFlur: 7, Flurstück: 409         | Kleiner Saalbau. datiert 1781, der einen dreiseitigen Platz an dessen nördlicher Seite begrenzt. In Bruchstein errichteter Bau mit Krüppelwalmdach und Dachreiter über der Achse des an der südlichen Längswand gelegenen Portals. Im Scheitel des in einem Rundbogen auslaufenden Holzgewändes die angegebene Datierung. Neben dem Portal ist im Mauerwerk eine tiefer gelegene, jetzt vermauerte rundbogige Türöffnung noch zu erkennen, die auf einen Vorgängerbau an gleicher Stelle hinweist. Im Inneren dreiseitige Empore auf Holzsäulen, die stumpf gegen den innen runden, außen dreiseitigen Chorschluss auslaufen. | 1781                   | 132885 DDB |
| Fachwerkeinhaus                                       | Fachwerkeinhaus               | Grundstraße 43 LageFlur: 3, Flurstück: 528         | An einem offenen Hofraum gelegenes zweigeschossiges Fachwerkeinhaus des beginnenden 19. Jh., das vollkommen riegelloses Fachwerk aufweist. Eine im späten 18. Jh. aus Sparsamkeitsgründen eingeleitete Entwicklung zur Reduzierung der Fachwerkelemente findet hier einen besonders deutlich ausgeprägten Abschluss. | Anfang 19. Jahrhundert | 132881 DDB |
| Ehemaliges Rathaus und Schule in Niederroßbach (2015) | Ehemaliges Rathaus und Schule | Grundstraße 53 LageFlur: 4, Flurstück: 557         | Über einem Bruchsteinsockel errichteter zweigeschossiger Fachwerkbau nach einem Entwurf von F. M. Terlinden. Der mit durchgehenden Ständern errichtete Bau zeichnet sich durch sein vollständig erhaltenes Fachwerkgefüge mit Zierformen sowie durch mehrere Inschriften aus, die auf die Nutzung hinweisen und die Datierung 1770 enthalten. | 1770                   | 132882 DDB |
| Fachwerkdoppelhaus                                    | Fachwerkdoppelhaus            | Grundstraße 63 LageFlur: 4, Flurstück: 551         | Etwas zurückgelegenes zweigeschossiges traufständiges Fachwerkdoppelhaus über massivem Bruchsteinsockel; im westlichen Gebäudeteil ist aufgrund der Proportionen, Geschossüberstände und der Fensterdisposition ein unversehrtes Fachwerk des 18. Jh. zu erwarten. | 1800                   | 132883 DDB |

### Oberroßbach
| Bild                                           | Bezeichnung                                    | Lage                                                          | Beschreibung | Bauzeit                | Objekt-Nr. |
| ---------------------------------------------- | ---------------------------------------------- | ------------------------------------------------------------- | --- | ---------------------- | ---------- |
| Fachwerkscheune                                | Fachwerkscheune                                | Am Mühlenrain o. Nr. LageFlur: 30, Flurstück: 262/94          | Fachwerkscheune aus der Mitte des 18. Jh., deren Gefüge ungestört erhalten ist. Besonders wertvoll sind weiter die geschnitzten pflanzlichen Motive der Geschossbalken und das in den Gefachen der östlichen Traufseite erhaltene Putzornament. Die Scheune ist aufgrund dieses Reichtums des Bauschmucks geschichtlich bedeutsam für die Überlieferung bäuerlichen Brauchtums. | 1725 bis 1775          | 132887 DDB |
| Gesamtanlage Historischer Ortskern Oberroßbach | Gesamtanlage Historischer Ortskern Oberroßbach | Gesamtanlage Historischer Ortskern Lage                       | Nördlich von Haiger liegt Ober-Roßbach zwischen den beiden Höhenzügen Struth und Haincher Höhe, an der Einmündung des Rombaches in den Roßbach. Der 1355 erstmals genannte Ort weist noch den Zustand eines unregelmäßig bebauten Haufendorfes auf, dessen Bausubstanz überwiegend auf das 17. und 18. Jh. zurückgeht. Das Dorf ist als abgrenzbare Gesamtheit noch gut ablesbar. Die Ortseingänge im Südwesten und Nordosten sind von historischen Bauten geprägt. Von besonderem Reiz und auch als historische Form der Ortsbegrenzung wertvoll ist der südliche Ortsrand; Gärten bilden hier den Übergang zum Roßbach. Im Ortsinneren sind für das Erscheinungsbild prägend - wie bereits genannt - bäuerliche Bauten des 17. und 18. Jhs. Typisch ist das Gemenge unterschiedlicher Hofformen wie Einhausgehöfte, L-förmige Hofreiten, freistehende Wohnbauten und Scheunen. Im Inneren des Ortsbildes kommt einerseits der dem Roßbachtal folgenden Grundstraße mit einer weitgehend geschlossen wirkenden Randbebauung und andererseits dem quer dazu verlaufenden Rombach besondere Bedeutung zu. Der Rombach wird von Wegen begleitet, sein Verlauf ist teilweise von einer traufständigen Bebauung gefasst. Aufgrund der einheitlichen Entstehungszeit der erhaltenen Bauten und der besonders typischen Ausprägung des beschriebenen Dorftyps ist der gesamte Ortskern Ober-Roßbachs geschichtlich bedeutsam und deshalb als Gesamtanlage ausgewiesen. Letztere zeichnet sich auch durch die Varietät ihrer Bautypen aus: neben den bäuerlichen Anwesen sind u. a. die barocke Kirche, eine Schmiede, ein Backhaus sowie eine Bruchsteinbrücke erhalten. |                        | 132886 DDB |
| Alte Schule                                    | Alte Schule                                    | Grundstraße o. Nr. LageFlur: 31, Flurstück: 69, 70, 153/77    | Putzbau mit traufständigem Satteldach, Dachhaus, Glockendachreiter, verschindelten Fachwerkgiebeln und aufwendig gestalteter seitlicher Eingangssituation in regionalem Heimatstil mit Einflüssen des Jugendstils (ursprüngliche Tür). Bauzeit: 1907/08. Auf gerahmter Steintafel links neben dem Eingang die Inschrift: „GOTT BEREITE DEINE HÄNDE ÜBER ALLES AUS / DIE DA LEHREN UND LERNEN IN DIESEM HAUS / SCHENK SEGEN DEN KINDERN ALLZUGLEICH / FÜR ERDENLEBEN UND HIMMELREICH /“ | 1907                   | 133270 DDB |
| Fachwerkeinhaus                                | Fachwerkeinhaus                                | Grundstraße 107 LageFlur: 2, Flurstück: 225/3                 | Am südwestlichen Ortsrand gelegenes Fachwerkeinhaus von um 1900. Die hofseitige Traufseite mit einem Zwerchhaus über dem Wohnteil. Die funktionale Aufteilung zwischen Wohnteil, Stall und Scheune ist in ihrer ursprünglichen Form noch erhalten. Als späte Verwirklichung eines regionalen Hoftyps geschichtlich bedeutsam. | 1895 bis 1905          | 132888 DDB |
| Altes Pfarrhaus                                | Altes Pfarrhaus                                | Grundstraße 109 LageFlur: 31, Flurstück: 57                   | Das alte Pfarrhaus von Ober-Roßbach, innerhalb eines größeren, als Garten genutzten Geländes freistehender zweigeschossiger Bau mit Walmdach aus der ersten Hälfte des 19. Jh. Der Bau hebt sich im Ortsbild durch die Axialität der Fensteranordnung und den zur Straße hin angeordneten mittigen Eingang mit zweiläufiger Freitreppe hervor. | Anfang 19. Jahrhundert | 132889 DDB |
| Fachwerkscheune                                | Fachwerkscheune                                | Grundstraße 116 LageFlur: 31, Flurstück: 122                  | Traufständige, ehemalige Fachwerkscheune des 18. Jh. mit einer Vielzahl von Schmuckformen. In jüngster Zeit zu Wohnhaus umgebaut. Im Sturz des heute entfernten Scheunentores eine Inschrift mit Datierung: GOTTES GÜT UND TREU IST ALLES MORGEN NEU. AN GOTTES SEGEN IST ALLES GELEGEN. DIESE SCHEUER IST DURCH GOTTES HÜLF ERBAUT DANIEL SCHÜLERS WITTIB OBERROSSBACH DEN 10TEN MAI 1791. Das Gebäude ist Kulturdenkmal aufgrund seiner geschichtlichen Bedeutung. | 1791                   | 132890 DDB |
| Fachwerkbau                                    | Fachwerkbau                                    | Grundstraße 124 LageFlur: 31, Flurstück: 115/1                | L-förmiger Hof, bestehend aus dem zur Straße giebelständigen Wohnhaus, ein Fachwerkbau der Zeit um 1700 von stattlichen Proportionen, und der rückwärtig gelegenen Schmiede, ein mit 1688 inschriftlich datierter Fachwerkbau. Die Schmiede mit Wohnhaus ist ein geschichtlich wertvoller Bestandteil des bäuerlichen Kulturbereiches. | 1688                   | 132892 DDB |
| Fachwerkbau                                    | Fachwerkbau                                    | Grundstraße 129 LageFlur: 30, Flurstück: 139, 140/1           | Winkelförmige Hofreite, Wohnhaus und Scheune in Fachwerk der Zeit um 1700. Am Wohnhaus noch bemerkenswerte dreiflügelige klassizistische Tür. Geschichtlich bedeutsam ist die Hofform als Dokument bäuerlicher Wohn- und Wirtschaftsweise sowie die Einheitlichkeit der Entstehungszeit. | 1695 bis 1705          | 132894 DDB |
| Fachwerkbau                                    | Fachwerkbau                                    | Grundstraße 130 LageFlur: 30, Flurstück: 145, 146             | Zweigeschossiger Fachwerkbau des 18. Jh.; das Erdgeschoss ist massiv unterfangen und enthält einen Stall. Zusammen mit dem folgenden Bau Nr. 136 und dem gegenüberliegenden Hof Nr. 131 bildet der Bau einen städtebaulich bedeutsamen, an historischer Substanz reichen Teilbereich des Ortskerns von Ober-Roßbach und ist deshalb Kulturdenkmal. | 1800                   | 132893 DDB |
| Fachwerkbau                                    | Fachwerkbau                                    | Grundstraße 136 LageFlur: 30, Flurstück: 166                  | Zweigeschossiger Fachwerkbau der Zeit um 1700 mit noch deutlich ausgeprägte Geschossversätzen. Sehr schön im Obergeschoss des Giebels eine Reihung aussteifender Mannformen, die durch die Lage des Baus in einem Knickpunkt der Grundstraße besonders deutlich werden. | 1695 bis 1705          | 132895 DDB |
| Fachwerkscheune                                | Fachwerkscheune                                | Grundstraße (bei Nr. 124) LageFlur: 31, Flurstück: 117, 118   | Unmittelbar am Straßenrand in Fachwerk errichtete Doppelscheune, deren Eckständer durch hohe Streben ausgesteift sind. Der Bau ist vermutlich zusammen mit dem benachbarten Wohnbau in der Zeit um 1700 entstanden. Ungewöhnlich ist der Gebäudetyp der Doppelscheune. | 1695 bis 1705          | 132891 DDB |
| Roßbachbrücke                                  | Roßbachbrücke                                  | Inselstraße o. Nr. LageFlur: 30, Flurstück: 247/1             | Zweibogige Natursteinbrücke über den Roßbach, in demselben Material und vermutlich auch gleichzeitig (Mitte 19. Jh.) mit dem in unmittelbarer Nachbarschaft befindlichen Backhaus errichtet. Als von der Gemeinde errichteter Funktionsbau von geschichtlicher Bedeutung. | 1825 bis 1875          | 132896 DDB |
| Backhaus                                       | Backhaus                                       | Inselstraße o. Nr. LageFlur: 30, Flurstück: 172               | Das alte Backhaus des Ortes aus der Mitte des 19. Jh., ein in Bruchstein errichteter Bau mit Walmdach. Der Bau liegt markant am Zusammentreffen von Rombach und Roßbach. | 1825 bis 1875          | 133242 DDB |
| weitere Bilder                                 | Evangelische Kirche                            | Kirchecke o. Nr. LageFlur: 31, Flurstück: 19                  | Am Rombach gelegener, 1768 in Bruchstein errichteter Saalbau mit Mansarddach mit hohem gestaffeltem Haubendachreiter über der Westfront. Die Innenausstattung mit dreiseitiger Empore und Kanzel mit Schalldeckel aus der Bauzeit; Orgelprospekt und Orgelempore stammen aus der Zeit um 1850, der Altar aus der ersten Hälfte des 19. Jh. Unter der Orgelempore befindet sich der vom übrigen Gemeinderaum abgetrennte Pfarrstuhl. Sehr schön ist der Fußboden mit flachen, ährenförmig verlegten Steinen. | 1768                   | 132898 DDB |
| Fachwerkbau                                    | Fachwerkbau                                    | Kirchecke 11 LageFlur: 30, Flurstück: 43                      | Das Obergeschoss des Fachwerkbaus aus der Zeit um 1700 ist im Gefüge weitgehend ungestört; der Giebel entwickelt vor allem durch die Diagonalstreben in den Brüstungsgefachen eine eindrucksvolle Wirkung. Geschichtlich und auch künstlerisch besonders wertvoll sind die mit Rankenschnitzereien versehenen Säulen in den Eckständern. | 1695 bis 1705          | 132897 DDB |
| Fachwerkdoppelscheune                          | Fachwerkdoppelscheune                          | Kurtenbach 5b, Kurtenbach LageFlur: 31, Flurstück: 12, 13     | Fachwerkdoppelscheune noch des 18. Jh., die in ihrem Gefüge ungestört und als Bautypus geschichtlich wertvoll ist. Daneben prägt der Bau zusammen mit dem benachbarten Einhaus den Zugang zum historischen Ortskern entlang des Rombaches. | Ende 18. Jahrhundert   | 132899 DDB |
| Fachwerkbau                                    | Fachwerkbau                                    | Kurtenbach 7 LageFlur: 31, Flurstück: 9, 10/2                 | Weitgehend ungestörtes, in Fachwerk errichtetes Einhausgehöft aus der zweiten Hälfte des 18. Jh., von Wohn- zu Scheunenteil der charakteristische Wechsel vom Rähmbau zu durchgehenden Ständern. Zusammen mit der benachbarten Scheune prägt der Bau den Zugang zum historischen Ortskern vom Rombach aus. | 1725 bis 1775          | 132900 DDB |
| Fachwerkbau                                    | Fachwerkbau                                    | Kurtenbach 10, Kurtenbach 8 LageFlur: 30, Flurstück: 33, 35/1 | Fachwerkbau der Zeit um 1700; es ist zu vermuten, dass der blechverkleidete Giebel sich noch im ursprünglichen Zustand befindet. Der sichtbare Eckständer mit einem geschnitzten Weinstock lässt ein auch künstlerisch wertvolles Sichtfachwerk erwarten. Die Giebelstellung zum Rombach verleiht dem Bau auch städtebauliches Gewicht. | 1695 bis 1705          | 132901 DDB |

### Offdilln
| Bild | Bezeichnung                   | Lage                                                                                        | Beschreibung | Bauzeit              | Objekt-Nr. |
| --- | ----------------------------- | ------------------------------------------------------------------------------------------- | --- | -------------------- | ---------- |
| Die Stützmauer des Friedhofes in Offdilln, im Hintergrund die Gedenkstätte für die Gefallenen zweier Weltkriege                        | Kriegerdenkmal und Stützmauer | Am Jägershof o. Nr. LageFlur: 18, Flurstück: 119/2, 236/2                                   | Auf dem westlich der historischen Ortslage gelegenen Friedhof eine Gedenkstätte für die Toten Offdillns in den beiden Weltkriegen. Die Gedenkstätte ist Kulturdenkmal aufgrund ihrer geschichtlichen Bedeutung. Die Stützmauer des Friedhofes ist ein städtebaulich bedeutsames Element in der Hinführung zum Ortskern. |                      | 132906 DDB |
| Ein gusseiserner Laufbrunnen aus der zweiten Hälfte des 19. Jh.                                                                        | Laufbrunnen                   | Bedenbenderweg o. Nr. LageFlur: 16, Flurstück: 218/2                                        | Gusseiserner Laufbrunnen aus der zweiten Hälfte des 19. Jh., der innerhalb der zahlreichen vergleichbaren Brunnen im Kreisgebiet eine Sonderstellung einnimmt: das bezieht sich auf die pfeilerartige Ausformung des Brunnenstocks und die des Beckens als kleine Schale. Der Brunnenstock mit zahlreichen Dekorelementen. | 1850 bis 1900        | 132902 DDB |
| Ein renovierter Fachwerkbau, im Kern aus dem 17. Jh.                                                                                   |                               | Offdillner Straße 4 LageFlur: 16, Flurstück: 136/2                                          | Zweigeschossiger traufständiger Fachwerkbau, im Erdgeschoss massiv erneuert. Ein Bau im Kern noch des 17. Jh. Das Obergeschoss der Traufseite mit einem ungestörten Gefüge auf profilierter Schwelle, und ein Rautennetz als Zierform in einem Brüstungsgefach. Der Bau ist Kulturdenkmal aufgrund seiner geschichtlichen Bedeutung; er ist zudem durch seine Lage im Ortsmittelpunkt städtebaulich hervorgehoben. | Ende 17. Jahrhundert | 132904 DDB |
| Mit Wohn- und Scheunenteil vollständig erhaltenes Einhaus aus der Zeit um 1800.                                                        |                               | Offdillner Straße 6, Offdillner Straße LageFlur: 16, Flurstück: 135, 250/136                | Mit Wohn- und Scheunenteil vollständig erhaltenes Einhaus aus der Zeit um 1800. Der Bau ist in Ständerbauweise errichtet, im Wohnteil ohne jedes Riegelwerk. Der Bau ist geschichtlich bedeutsam innerhalb der baukonstruktiven Entwicklung der Einhausgehöfte. | 1795 bis 1805        | 132905 DDB |
| Neben dem Backhaus steht eine Schmiede                                                                                                 | Schmiede                      | Sohlstraße o. Nr. LageFlur: 15, Flurstück: 253                                              | Neben dem Backhaus eine Schmiede, in Fachwerk wohl noch des 18. Jh. Sehr schön ist der für die Schmiede charakteristische Dachüberstand, der hier auf zwei Kopfstreben und einem vorkragenden Mittelunterzug ruht. Als besonders frühes Beispiel dieses ländlichen Funktionsbaus Kulturdenkmal. | Ende 18. Jahrhundert | 132908 DDB |
| Laufbrunnen | Laufbrunnen                   | Sohlstraße o. Nr. LageFlur: 16, Flurstück: 225/1                                            | Gusseiserner Laufbrunnen in städtebaulich herausgehobener Lage an der Kreuzung Offdillner Straße/Sohlstraße. Der auch als Teil der Wasserversorgung geschichtlich bedeutsame Brunnen ist ein typisches Hüttenprodukt aus der zweiten Hälfte des 19. Jh. der Dillregion, das sich klassizistischer Dekorelemente bedient. | 1825 bis 1875        | 133243 DDB |
| Südlich des Ortes unmittelbar an der Dill liegt das alte Backhaus von Offdilln. Es wird bis heute ab und zu noch als Backhaus genutzt. | Backhaus                      | Sohlstraße o. Nr. LageFlur: 15, Flurstück: 254                                              | Südlich des Ortes unmittelbar an der Dill gelegen, das alte Backhaus von Offdilln. Langgestreckter schmaler Bau mit Satteldach in kräftigen Fachwerkformen der Zeit um 1800. Als besonders frühes Beispiel eines Backhauses Kulturdenkmal. | 1795 bis 1805        | 132907 DDB |
| Eine Schmiede aus der Zeit um 1800, der vordere Bereich in Fachwerk, der hintere massiv.                                               | Schmiede                      | Weiherbachstraße o. Nr. LageFlur: 16, Flurstück: 33                                         | Schmiede aus der Zeit um 1800, der vordere Bereich in Fachwerk, der hintere massiv. Es ist die zweite erhaltene Schmiede in Offdilln. In den übrigen Orten des Dillkreises gibt es nur vereinzelte Beispiele für diesen für das bäuerliche Wirtschaften notwendigen Funktionsbau. | 1795 bis 1805        | 132909 DDB |
| weitere Bilder | Evangelische Kirche           | Zur Kirche o. Nr. LageFlur: 16, Flurstück: 15                                               | In verputztem Bruchstein errichteter Saalbau, durch Ankereisen datiert 1777. Das verschieferte Satteldach ist nach Osten abgewalmt, in Firstmitte befindet sich ein gestaffelter Haubendachreiter. Sehr schön ist die zweiflügelige Tür mit vier hochrechteckigen Füllungen mit reichen Schnitzereien und einem klauenartigen Türgriff. Im Innern einheitliche Ausstattung der Bauzeit: dreiseitige Empore auf Holzsäulen, Kanzel mit Schalldeckel erhöht in der Achse des Altars, hinter der Kanzel der abgeschlossene Pfarrstuhl. Die untere Gebälkzone der Empore sowie die die Brüstung gliedernden Risalite sind mit Rankenmotiven reich geschnitzt. Die Füllungen der Brüstungen sind mit Blumen ausgemalt, ein Motiv, das an Wänden und Spiegeldecke weitergeführt wird. Unter den von Blumengehängen gerahmten Inschriften besonders interessant die in der Volutenzone der Ostseite: „Auf Anstalt der Gemeinde allhier, ist diese Kirche zu Gottes Ehre im Jahr Christi 1777 neu erbauet, Baumeister Johann Henrich Hoffmann. Collecteurs Johannes Moss und Henrich Cuntz. Verfertiget durch den Mahler Georg Ernst Justus Kayser von groß Gladenbach MDCCLXXXI Da Johann Henrich Hofmann Heimberger, Daniel Ortmann Vorsteher Jakob Bedebenner, Johannes Krätzer, Johann Henrich Hofman junior als Vorsteher.“ Auf dem Boden sind kleine, hochkant gestellte Steine in Fischgrätenmuster verlegt. | 1777                 | 132903 DDB |
| |                               | Zur Kirche 4, Zur Kirche 6, Zur Kirche, Siegenweg 1 LageFlur: 16, Flurstück: 16, 17, 18, 21 | Langgestreckte Hofanlage, die ältesten Gebäudeteile in Fachwerk der Zeit um 1700, ein jüngerer Wohnteil, ebenfalls in Fachwerk, ist mit 1814 datiert und nennt inschriftlich die Bauleute. In den Gefachen des zugehörigen Scheunenteils sind Reste von Kratzputzornamentik erhalten, das Fachwerk von Wohn- und Scheunenteil mit stilisierten pflanzlichen Schnitzereien. | 1695 bis 1705        | 132910 DDB |

### Rodenbach
| Bild                  | Bezeichnung              | Lage | Beschreibung | Bauzeit       | Objekt-Nr. |
| --------------------- | ------------------------ | --- | --- | ------------- | ---------- |
| Eisenbahnbrücke L3442 | Eisenbahnbrücke L3442    | LageFlur: 1, 3, Flurstück: 13, 35/17, 35/3, 225 | Schräg über die L 3442 durch das Dilltal 1915 in drei Bögen gewölbte Brücke aus Naturstein (Oberbau in Beton ersetzt). | 1915          | 161986 DDB |
| Bild gesucht BW       | Sachgesamtheit Eisenbahn | Eisenbahn, Trosselbach, Krinzel, Ewersbacher Straße (L 3442), Ewersbacher Straße, Dill LageFlur: 1, 3, 13, Flurstück: 13, 231/1–3, 232, 35/11, 35/17, 35/3, 225, 56, 58 | | 1915          | 953296 DDB |
|                       |                          | Fellerdillner Straße 3 LageFlur: 2, Flurstück: 191 | In Fachwerk errichtetes Einhaus des 18. Jh., dessen Gefüge sich weitgehend im ursprünglichen Zustand befindet. Von besonderem Wert sind die Eckständer mit gedrehter Säule, die als Tau gestalteten Füllbretter im Wohnteil sowie am Giebel des Wohnteils die Verzierung des Dach- und Kehlbalkens ebenfalls mit einem Tau. | 1800          | 132911 DDB |
| Eisenbahnbrücke       | Eisenbahnbrücke          | Obere Haigerfeld LageFlur: 58, Flurstück: 1/2 | Eisenbetonbrücke (aus Eisenträgern mit Betonplatte) mit Eisengeländer von 1915 über die Straße westwärts nach Seelbach. | 1915          | 161984 DDB |
|                       |                          | Obergasse 1 LageFlur: 2, Flurstück: 143 | Von dem weitgehend massiv erneuerten Gebäude sind noch Teile eines Fachwerkbaus der Zeit um 1700 erhalten. Der nördliche Giebel ist künstlerisch so wertvoll, dass das Gebäude als Kulturdenkmal einzustufen ist. Am Giebel bestechen die Symmetrie und der Reichtum der Fachwerkgestaltung. Zu nennen sind vor allem die zahlreichen Feuerböcke und die in den Eck- und Bundständern befindlichen gedrehten Säulen.                                                                                         | 1695 bis 1705 | 132912 DDB |
| weitere Bilder        | Evangelische Kirche      | Oranienstraße o. Nr. LageFlur: 2, Flurstück: 222 | Kleiner, noch mittelalterlicher Bau mit rechteckigem Schiff und etwas schmalerem, insgesamt quadratischem Chor. Die Giebel jeweils mit Schießscharten, was auf die ursprüngliche Wehrhaftigkeit des in Bruchstein errichteten Baus hinweist. Schiff und Chor sind jeweils yon einem steilen Satteldach überdeckt. Über dem östlichen Teil des Schiffes ein quadratischer Dachreiter mit Spitzhelm. Im Inneren eine L-förmige, sich in den Chor hineinziehende Empore auf sehr schön profilierten Holzsäulen. |               | 132913 DDB |
|                       |                          | Oranienstraße 17 LageFlur: 2, Flurstück: 227/1 | Einhausgehöft des 18. Jh., das als Gebäudetyp geschichtlich bedeutsam und in der Ausführung des Fachwerkbaus auch handwerklich und künstlerisch hervorragend ist. Hervorzuheben sind die profilierten Geschossversätze, die Feuerböcke und Fußstreben der Mann-Figuren sowie die gedrehten Säulen der Eckständer. Ebenso ist ein Teil der Bundständer mit flachen Schnitzereien versehen. | 1800          | 132914 DDB |
|                       |                          | Oranienstraße 29 LageFlur: 2, Flurstück: 249 | Hakenförmige Hofanlage, bestehend aus einem langgestreckten Einhaus und einer freistehenden Scheune; beide Bauten sind inschriftlich mit 1749 datiert. Beide Bauten zeigen ein ungestörtes Fachwerkgefüge dieser Zeit, das als Beispiel einer stattlichen barocken Hofanlage geschichtlich bedeutsam ist. | 1749          | 132915 DDB |
| weitere Bilder        | Bahnhof                  | Zum Tiergarten o. Nr. LageFlur: 1, Flurstück: 35/11 | Neobarocker Typenbau im Heimatstil (wie Bf Dillbrecht) von 1915 vermutlich nach Entwurf Alois Holtmeyers; eingeschossiger Putzbau unter hohem Mansarddach östlich der Strecke, Giebelrisalit auf der Gleisseite (moderne Anbauten). | 1915          | 161985 DDB |

### Sechshelden
| Bild                            | Bezeichnung                     | Lage                                                       | Beschreibung | Bauzeit                | Objekt-Nr. |
| ------------------------------- | ------------------------------- | ---------------------------------------------------------- | --- | ---------------------- | ---------- |
|                                 |                                 | Alte Kirchstraße o. Nr. LageFlur: 6, Flurstück: 98/1       | Inschriftlich 1762 datierte Fachwerkscheune, wichtiger Kopfbau der nach dem Dorfbrand von 1759 errichteten Scheunenzeile in der Dillstraße. | 1762                   | 132917 DDB |
|                                 |                                 | Dillstraße o. Nr. LageFlur: 6, Flurstück: 86/1             | Mit durchgehenden Ständern errichtete Fachwerkscheune aus dem 18. Jh. mit profilierten Geschoßbalken, die Ständer geschoßweise ausgesteift. Als Teil des Wiederaufbaus nach dem Brand von 1759 von geschichtlicher Bedeutung, als westlicher Kopfbau der in der Dillstraße errichteten Scheunenzeile von städtebaulicher Bedeutung. Deshalb Kulturdenkmal. | Ende 18. Jahrhundert   | 172152 DDB |
|                                 |                                 | Dillstraße 22 LageFlur: 6, Flurstück: 109/1                | Fachwerkscheune und ein etwas jüngerer Wohnteil bilden einen Streckhof. Die Scheune ist inschriftlich datiert 1733, ist also vermutlich transloziert. Als Erbauer werden JOHANNES GROS UND ANNA KATHARINA EHELEUT genannt. Das Wohnhaus ist inschriftlich 1787 datiert. Das Gehöft fügt sich in die Planung des Wiederaufbaus nach dem Dorfbrand 1759. | 1787                   | 132918 DDB |
|                                 |                                 | Dillstraße 39/41 LageFlur: 7, Flurstück: 111/1             | Gestreckte Hofanlage, der Wohnteil inschriftlich 1793, der Scheunenteil 1763 datiert. Es werden ferner die Erbauer genannt. Das Fachwerkgefüge mit wertvollen Detailformen wie der gedrehte Stab der Eckständer des Wohnteils oder auch dessen profilierter Geschossversatz. Als Teil des planmäßigen Wiederaufbaus des Ortes nach dem Dorfbrand von 1759 Kulturdenkmal. | 1793                   | 132919 DDB |
| Schmiede                        | Schmiede                        | Dillstraße 42a LageFlur: 7, Flurstück: 149                 | 1763 erbaute Dorfschmiede in sehr gut erhaltenem Zustand. Fachwerkbau mit weit vorkragendem Dachüberstand auf der Giebelseite. Das Gebäude ist aufgrund seiner geschichtlichen Bedeutung als ländlicher Funktionsbau Kulturdenkmal. Es wird heute als regionales Heimatmuseum genutzt. | 1763                   | 132921 DDB |
|                                 |                                 | Dillstraße 45 LageFlur: 7, Flurstück: 114/1                | Zweigeschossiger, 1783 inschriftlich datierter Fachwerkbau. Der mit durchgehenden Ständern errichtete Bau weist an der östlichen Traufseite noch das vollständige Gefüge der Entstehungszeit auf. In der giebelseitigen Schwelle des Obergeschosses befindet sich eine für das dörfliche Brauchtum charakteristische Bauinschrift. Als Teil des Wiederaufbaus nach dem Dorfbrand von 1759 Kulturdenkmal. | 1783                   | 132920 DDB |
|                                 |                                 | Dillstraße (bei Nr. 19) LageFlur: 6, Flurstück: 87/1, 88/1 | Fachwerkdoppelscheune, die unmittel bar nach dem Dorfbrand von 1759 er richtet wurde. Die beiden Scheunenteile sind inschriftlich datiert 1760 und 1764. Die Inschrift nennt ferner die Besitzer und Fährt fort: DIE MIT THRÄNEN SÄEN WERDEN MIT FREUDEN ERNDTEN. SIE GEHEN HIN UND WEINEN UND TRAGEN . . . SAAMEN UND KOMMEN MIT FREUDEN UND BRINGEN IHRE GABEN. Das Gebäude ist Kulturdenkmal aufgrund seiner geschichtlichen Bedeutung. | 1760                   | 172150 DDB |
| Gesamtanlage Bereich Dillstraße | Gesamtanlage Bereich Dillstraße | Gesamtanlage Bereich Dillstraße Lage                       | Der in seinem Ursprung spätmittelalterliche Ort Sechshelden brannte während des Siebenjährigen Krieges 1759 fast vollkommen ab. Der Wiederaufbauplan sah vor, in verschiedenen Zeilen voneinander getrennte Wohnhäuser und Scheunen zu errichten, um künftig eine größere Brandsicherheit zu gewährleisten. Der Neubau der Kirche sollte außerhalb der Ortslage erfolgen. Aufgrund des Siebenjährigen Krieges kam der Wiederaufbau nur schleppend in Gang. 1793 wurde ein Ergänzungsplan aufgestellt: die Trennung zwischen Wohnhaus und Scheune wurde rückgängig gemacht, sie wurde von den Bewohnern als unbequem empfunden. Der Grundriss des Ortes ist noch heute geprägt von der regelmäßigen Zeilenführung des wieder aufgebauten Dorfes. Es ist jedoch nur an wenigen Stellen ein auch historische Bausubstanz ungestört aufweisendes Ortsbild vorhanden. Von besonderem Interesse ist dabei die Dillstraße, die die Verwirklichung einer Scheunengasse dokumentiert. Dieser im Dillkreis einzigartige Bereich wurde aufgrund seiner geschichtlichen Bedeutung als Gesamtanlage ausgewiesen. |                        | 132916 DDB |
| Scheune                         | Scheune                         | Hofstraße o. Nr. LageFlur: 7, Flurstück: 101               | 1983 instand gesetzte Scheune als Bestandteil des planmäßigen Wiederaufbaus von Sechshelden nach dem großen Dorfbrand von 1759 mit Metalldacheindeckung und verbretterter Giebelseite. Als Kopfbau der vom Dorfgemeinschaftshaus nach Osten abgehenden Hofstraße auch von städtebaulicher Bedeutung. | 1750 bis 1800          | 133272 DDB |
| weitere Bilder                  | Evangelische Kirche             | Kirchberg 27 LageFlur: 7, Flurstück: 11/4                  | Geräumiger Saalbau aus dem ersten Jahrzehnt des 19. Jh. mit hohem Haubendachreiter über der westlichen Schmalseite. Der Vorgängerbau, eine Kapelle, brannte während des Siebenjährigen Krieges aus. Bis 1803 diente die Schule auch als Kirche, bevor der Neubau entstand. Die Innenausstattung des Bruchsteinbaus ist einheitlich aus der Entstehungszeit. Dreiseitige Emporen ruhen auf kannelierten Pfeilern. Auf der Westempore werden zwei Pfeiler als Säulenpaar bis zur Decke fortgeführt und unterstützen den Dachreiter. Eine flache Decke mit gerahmter Voute überspannt den Raum. Vor der Ostwand befindet sich die Kanzel mit Schalldeckel. Letzterer mit einer schönen Bekrönung mit ausgesägtem Bandelwerk. Auf dem Fußboden sind schmale Steine ährenförmig verlegt. | Anfang 19. Jahrhundert | 132922 DDB |
|                                 |                                 | Sechsheldener Straße 21 LageFlur: 6, Flurstück: 13/6       | Bis auf geringe Veränderungen weitgehend ursprünglich erhaltenes Fachwerkeinhaus der ersten Hälfte des 18. Jh. Es ist möglich, dass der am nordwestlichen Ortsrand gelegene Bau den Brand von 1759 überdauerte. Neben seiner Bedeutung als Dokument eines Hoftyps liegt hierin sein geschichtlicher Wert. | Anfang 18. Jahrhundert | 132923 DDB |
|                                 |                                 | Sechsheldener Straße 35 LageFlur: 6, Flurstück: 5/4        | Wohnstätte mit Stallanbau aus dem frühen 19. Jh. Der Bau dokumentiert das Aufkommen einer Bevölkerungsschicht, in der der Landbau eine untergeordnete Rolle als Nebenerwerb spielt. Der Bau ist Kulturdenkmal aufgrund seiner geschichtlichen Bedeutung. Reizvoll ausgesägt ist die Überdachung der Freitreppe mit Datierung 1831 im Giebel des kleinen Vorbaues sowie die Pflasterung des rückwärtigen Hofbereiches. | Anfang 19. Jahrhundert | 132926 DDB |
|                                 |                                 | Sechsheldener Straße 40/42 LageFlur: 6, Flurstück: 24, 25  | Fachwerkbau der Zeit um 1700. Als einer der wenigen Bauten, die den Dorfbrand von 1759 überdauerten, von besonderer geschichtlicher Bedeutung. Bemerkenswert die dem benachbarten Bau Nr. 42 ähnlichen Klötzchenfriese der Dach- und Kehlbalken. | 1695 bis 1705          | 132925 DDB |
|                                 |                                 | Sechsheldener Straße 44 LageFlur: 6, Flurstück: 26         | Mit durchgehenden Ständern errichteter zweigeschossiger Bau, der inschriftlich 1604 datiert ist. Bemerkenswert sind die die Eckständer aussteifenden, zwei Geschosse hohen Streben. Dach- und Kehlbalken sind mit Klötzchenfriesen geschmückt. Vom Typus handelt es sich um ein dreizoniges, von der Giebelmitte her erschlossenes Hallenhaus. Innerhalb des Hausformengefüges des Dillgebietes ist der Bau von geschichtlicher und wissenschaftlicher Bedeutung. | 1604                   | 132924 DDB |

### Weidelbach
| Bild                                          | Bezeichnung                                   | Lage                                                           | Beschreibung | Bauzeit                | Objekt-Nr. |
| --------------------------------------------- | --------------------------------------------- | -------------------------------------------------------------- | --- | ---------------------- | ---------- |
| Gesamtanlage Historischer Ortskern Weidelbach | Gesamtanlage Historischer Ortskern Weidelbach | Gesamtanlage Historischer Ortskern Lage                        | Der bis ins 14. Jh. zurückreichende Ort wird geprägt von Fachwerkbauten aus der Zeit um 1700. Im südlichen Bereich der Weidelbacher Straße ist noch ein eindrucksvolles Ensemble von Bauten aus dieser Zeit vorhanden, das ein wertvolles historisches Ortsbild vermittelt. Dieser als Gesamtanlage ausgewiesene Bereich erhält dadurch zusätzliche Qualität, dass der Ortsrand zum Roßbach hin noch ungestört in seinem historischen Verlauf ist. Bemerkenswert am Ortsbild ist weiter die Lage der klassizistischen Kirche, Nachfolgerbau einer spätmittelalterlichen Kapelle, die zu Beginn des 19. Jhs. abgebrochen wurde. Die neue Kirche liegt erhöht am nördlichen Dorfrand mit nahezu axial ausgebildeter Blickbeziehung zum Roßbachtal und zur Weidelbacher Straße. | 1695 bis 1705          | 132927 DDB |
| weitere Bilder                                | Evangelische Kirche                           | In der Harth 2 LageFlur: 9, Flurstück: 56                      | 1817 errichteter, in der Tradition der barocken Saalbauten stehender Bau in Fachwerk, das verputzt bzw. verschiefert ist. Das flach geneigte Walmdach mit einem schlanken, achtseitigen Haubendachreiter. Sehr schön ist der axiale Aufbau der Eingangsfront mit einem rundbogigen Fenster über dem Eingang mit auf Kopfbändern auskragendem Vordach und Freitreppe. Im Inneren eine einheitliche Ausstattung aus der Bauzeit mit Gestühl, dreiseitigen Emporen, Altar und Kanzel in der Längsachse der Kirche. Die Kanzel besitzt einen Schalldeckel mit aufwendiger Bekrönung. Die Decke ist flach mit einer gerahmten Voute als Übergang zur Wand. Neben zwei Deckenmedaillons befindet sich in der Voute über der Kanzel eine Malerei, die zwei einen Schild mit der Aufschrift „Anno 1817“ tragende Engel zeigt. Malereien befinden sich auch in den Brüstungsfeldern der Emporen: Blumenmotive und Darstellungen der Evangelisten werden gezeigt, auf der Südseite der Empore eine Darstellung von Jesus Christus und der Taufe im Jordan. | 1817                   | 132928 DDB |
|                                               |                                               | Trinkenbach (bei Nr. 2) LageFlur: 9, Flurstück: 303/102        | Am südöstlichen Ortsrand gelegene Fachwerkscheune des 18. Jh., die sich durch einen vollkommen erhaltenen ursprünglichen Zustand auszeichnet. Als Dokument eines ländlichen Wirtschaftsbaus von geschichtlicher Bedeutung und deshalb Kulturdenkmal. | 1800                   | 132929 DDB |
|                                               |                                               | Weidelbacher Straße 4 LageFlur: 9, Flurstück: 142/2            | Am westlichen Ortsrand städtebaulich wichtig gelegenes Einhausgehöft in Fachwerk, das zwei Bauabschnitte zeigt: einen älteren Scheunenteil, im Torsturz datiert 1769 mit Hinweis auf den Erbauer. Der anschließende Wohnteil etwas jünger, im Rahm des Erdgeschosses datiert 1811 mit Nennung der Bewohner und des Zimmermeisters. | 1769                   | 132930 DDB |
|                                               |                                               | Weidelbacher Straße 10/12 LageFlur: 9, Flurstück: 130/1, 133/1 | Kleine winkelförmige Hofanlage von um 1700. Die Fachwerkstruktur des Wohnbaus mit Mannformen, Feuerböcken und gedrehter Säule im Eckständer des Obergeschosses sehr gut erhalten und von geschichtlichem und künstlerischem Wert. Die 1671 inschriftlich datierte Scheune ist mit ihrem vollkommen ungestörten Fachwerkgefüge auch von wichtiger Funktion für das Straßenbild der ortsdurchquerenden Hauptstraße. | 1695 bis 1705          | 132931 DDB |
|                                               |                                               | Weidelbacher Straße 17 LageFlur: 9, Flurstück: 74/3            | An der Einmündung des Quingel in die Hauptstraße städtebaulich hervorgehoben gelegener stattlicher verschieferter Fachwerkbau mit zur Hauptstraße winkelförmig angebautem Stall. Aufgrund der Geschossüberstände, der Gesamtproportion und der Fensterdisposition ist ein weitgehend ungestörtes geschichtlich und künstlerisch wertvolles Sichtfachwerk der Zeit um 1700 zu erwarten. | 1695 bis 1705          | 132932 DDB |
|                                               |                                               | Weidelbacher Straße 26 LageFlur: 9, Flurstück: 120/1           | Zweigeschossiger giebelständiger Fachwerkbau im Kern der ersten Hälfte des 18. Jh. im Blickpunkt der Einmündung der Turmstraße in die Hauptstraße. Wertvoll besonders das Fachwerkgefüge des Obergeschosses mit aussteifenden Mann-Figuren und Schmuckformen wie die den Eckständern eingestellten Baluster oder die Flachschnitzereien auf den Bundständern und Fußstreben. | Anfang 18. Jahrhundert | 132933 DDB |
|                                               |                                               | Weidelbacher Straße 30 LageFlur: 9, Flurstück: 114/1           | Zweigeschossiger traufständiger Fachwerkbau von um 1700, der trotz einiger verändernder Eingriffe im Erdgeschoss charakteristische Schmuckelemente der Entstehungszeit aufweist. Hier wären die in den Eckständer eingestellte Säule, die geschuppten Bänder auf den Bundständern oder die Feuerböcke als Gefachzierform zu nennen. | 1695 bis 1705          | 132934 DDB |
|                                               |                                               | Weidelbacher Straße 40 LageFlur: 9, Flurstück: 107/1           | Traufständiger Fachwerkbau der ersten Hälfte des 18. Jh., der als Teil des von Bauten dieser Zeit geprägten Bereichs entlang der südlichen Seite der Hauptstraße von geschichtlicher Bedeutung, gegenüber der Einmündung des Quingel auch von städtebaulichem Wert ist. Erhaltenswert ist auch die Pflasterung vor dem Gebäude. | Anfang 18. Jahrhundert | 132935 DDB |
|                                               |                                               | Weidelbacher Straße 42 LageFlur: 9, Flurstück: 104/2           | Zweigeschossiger traufständiger Fachwerkbau des 18. Jh., der neben seinem Baugefüge wertvoll ist durch seine einzeilige Inschrift in der Schwelle des Obergeschosses: ICH HAB DURCH GOTTES MACHT DIES HAUS AUF DIESEN PLATZ GEBRACHT KAN DER NEIDER DAS NIT SEHEN SO MUS DOCH GOTTES WIL GESCHEHEN B. H. W. H. H. 1732. | 1732                   | 132936 DDB |
|                                               |                                               | Zum Rollhof 3/5 LageFlur: 9, Flurstück: 8/11, 9/3              | Es sind Teile eines Fachwerkhauses der Zeit um 1700 erhalten mit einem zweizonigen Gefüge im Obergeschoss auf profilierter Schwelle. Sehr schön ist auch die zweiflügelige Haustür. Seinen besonderen Wert erhält der Bau durch seine Lage am nordwestlichen Rand der historischen Ortslage. | 1695 bis 1705          | 132937     |
|                                               |                                               | Zum Rollhof 8 LageFlur: 9, Flurstück: 15/7                     | Zweigeschossiger, mit durchgehenden Ständern errichteter Fachwerkbau noch aus dem 17. Jh. Vom Typus her ein vom Giebel her erschlossenes längs geteiltes Einhaus. Dach- und Kehlbalken mit Klötzchenfries. Der über eine einläufige Freitreppe erschlossene Wohnteil mit schöner Tür aus dem 19. Jh. Die hier erhaltene Form des Einhauses ist sowohl durch ihr Alter als durch die typologische Ausbildung von besonderem geschichtlichem Wert. | 1700                   | 132938 DDB |